# Hongkong a 2012. évi nyári olimpiai játékokon
Hongkong a nagy-britanniai Londonban megrendezett 2012. évi nyári olimpiai játékok egyik részt vevő nemzete volt. Az országot az olimpián 13 sportágban 42 sportoló képviselte, akik összesen 1 érmet szereztek.

## Érmesek
| Érem  | Versenyző   | Sportág      | Versenyszám |
| ----- | ----------- | ------------ | ----------- |
| Bronz | Lee Wai Sze | Kerékpározás | Női keirin  |

## Asztalitenisz
Férfi
| Versenyző                            | Versenyszám | Selejtező         | 64-es főtábla     | 48-as főtábla                                                    | 32-es főtábla                                            | Nyolcaddöntő                                                          | Negyeddöntő                                                      | Elődöntő                                                      | Döntő                                                                                     | Helyezés |
| Versenyző                            | Versenyszám | Ellenfél Eredmény | Ellenfél Eredmény | Ellenfél Eredmény                                                | Ellenfél Eredmény                                        | Ellenfél Eredmény                                                     | Ellenfél Eredmény                                                | Ellenfél Eredmény                                             | Ellenfél Eredmény                                                                         | Helyezés |
| ------------------------------------ | ----------- | ----------------- | ----------------- | ---------------------------------------------------------------- | -------------------------------------------------------- | --------------------------------------------------------------------- | ---------------------------------------------------------------- | ------------------------------------------------------------- | ----------------------------------------------------------------------------------------- | -------- |
| Jiang Tianyi                         | Egyes       | erőnyerő          | erőnyerő          | erőnyerő                                                         | Alekszej Szmirnov (RUS) · 11–9, 11–5, 6–11, 12–10, 12–10 | Kim Hyok-Bong (PRK) · 14–12, 6–11, 11–13, 9–11, 11–6, 11–7, 15–13     | Zhang Jike (CHN) · 4–11, 11–8, 4–11, 9–11, 6–11                  | kiesett                                                       | kiesett                                                                                   | 5.       |
| Tang Peng                            | Egyes       | erőnyerő          | erőnyerő          | Noshad Alamian (IRI) · 8–11, 5–11, 11–7, 9–11, 11–8, 11–5, 10–12 | kiesett                                                  | kiesett                                                               | kiesett                                                          | kiesett                                                       | kiesett                                                                                   | 33.      |
| Jiang Tianyi Leung Chu Yan Tang Peng | Csapat      |                   |                   |                                                                  |                                                          | Brazília (BRA) · Gustavo Tsuboi · Thiago Monteiro · Hugo Hoyama · 3–0 | Japán (JPN) · Mizutani Dzsun · Niva Kóki · Kisikava Szeija · 3–2 | Dél-Korea (KOR) · Ju Szungmin · Csu Szehjok · O Szangun · 0–3 | Bronzmérkőzés · Németország (GER) · Timo Boll · Dimitrij Ovtcharov · Bastian Steger · 1–3 | 4.       |

Női
| Versenyző                           | Versenyszám | Selejtező         | 64-es főtábla     | 48-as főtábla     | 32-es főtábla                                               | Nyolcaddöntő                                                 | Negyeddöntő                                                     | Elődöntő          | Döntő             | Helyezés |
| Versenyző                           | Versenyszám | Ellenfél Eredmény | Ellenfél Eredmény | Ellenfél Eredmény | Ellenfél Eredmény                                           | Ellenfél Eredmény                                            | Ellenfél Eredmény                                               | Ellenfél Eredmény | Ellenfél Eredmény | Helyezés |
| ----------------------------------- | ----------- | ----------------- | ----------------- | ----------------- | ----------------------------------------------------------- | ------------------------------------------------------------ | --------------------------------------------------------------- | ----------------- | ----------------- | -------- |
| Jiang Huajun                        | Egyes       | erőnyerő          | erőnyerő          | erőnyerő          | Kim Jong (PRK) · 11–5, 11–9, 7–11, 11–7, 5–11, 11–7         | Ding Ning (CHN) · 10–12, 2–11, 5–11, 11–9, 6–11              | kiesett                                                         | kiesett           | kiesett           | 9.       |
| Tie Ya Na                           | Egyes       | erőnyerő          | erőnyerő          | erőnyerő          | Elizabeta Samara (ROU) · 9–11, 9–11, 8–11, 11–6, 11–5, 8–11 | kiesett                                                      | kiesett                                                         | kiesett           | kiesett           | 17.      |
| Jiang Huajun Lee Ho Ching Tie Ya Na | Csapat      |                   |                   |                   |                                                             | Ausztria (AUT) · Jia Liu · Qiangbing Li · Amelie Solja · 3–1 | Dél-Korea (KOR) · Kim Gjonga · Szok Hadzsong · Tang Jeszo · 0–3 | kiesett           | kiesett           | 5.       |

## Atlétika
Férfi
| Versenyző                                                   | Versenyszám     | Előfutam | Előfutam | Előfutam | Döntő   | Döntő    |
| Versenyző                                                   | Versenyszám     | Idő      | Hely.    | Össz.    | Idő     | Helyezés |
| ----------------------------------------------------------- | --------------- | -------- | -------- | -------- | ------- | -------- |
| Ho Man Lok Lai Chun Ho Ng Ka Fung Tang Yik Chun Tsui Chi Ho | 4 × 100 m váltó | 38,61    | 8.       | 15.      | kiesett | kiesett  |

Női
| Versenyző    | Versenyszám | Selejtező | Selejtező | Selejtező | Előfutam | Előfutam | Előfutam | Elődöntő | Elődöntő | Elődöntő | Döntő   | Döntő    |
| Versenyző    | Versenyszám | Idő       | Hely.     | Össz.     | Idő      | Hely.    | Össz.    | Idő      | Hely.    | Össz.    | Idő     | Helyezés |
| ------------ | ----------- | --------- | --------- | --------- | -------- | -------- | -------- | -------- | -------- | -------- | ------- | -------- |
| Fong Yee Pui | 100 m       | 12,02     | 2.        | 8.        | 11,98    | 8.       | 54.      | kiesett  | kiesett  | kiesett  | kiesett | kiesett  |

## Cselgáncs
Férfi
| Versenyző      | Versenyszám | Selejtező         | 32-es főtábla                            | Nyolcaddöntő      | Negyeddöntő       | Elődöntő          | Vigaszág elődöntő | Bronz- mérkőzés   | Döntő             | Helyezés |
| Versenyző      | Versenyszám | Ellenfél Eredmény | Ellenfél Eredmény                        | Ellenfél Eredmény | Ellenfél Eredmény | Ellenfél Eredmény | Ellenfél Eredmény | Ellenfél Eredmény | Ellenfél Eredmény | Helyezés |
| -------------- | ----------- | ----------------- | ---------------------------------------- | ----------------- | ----------------- | ----------------- | ----------------- | ----------------- | ----------------- | -------- |
| Cheung Chi Yip | Könnyűsúly  | erőnyerő          | Nicholas Delpopolo (USA) · 000(0)–020(0) | kiesett           | kiesett           | kiesett           |                   |                   |                   | 17.      |

## Evezés
Férfi
| Versenyző                    | Versenyszám              | Előfutam | Előfutam | Vigaszág | Vigaszág | Negyeddöntő | Negyeddöntő | Elődöntő | Elődöntő | Elődöntő | Döntő | Döntő   | Döntő | Helyezés |
| Versenyző                    | Versenyszám              | Idő      | Hely.    | Idő      | Hely.    | Idő         | Hely.       | Típus    | Idő      | Hely.    | Típus | Idő     | Hely. | Helyezés |
| ---------------------------- | ------------------------ | -------- | -------- | -------- | -------- | ----------- | ----------- | -------- | -------- | -------- | ----- | ------- | ----- | -------- |
| So Sau Wah                   | Egypárevezős             | 7:15,91  | 6.       | 7:13,75  | 3.       |             |             | E/F      | 7:44,20  | 1.       | E     | 7:29,35 | 1.    | 25.      |
| Leung Chun Shek Lok Kwan Hoi | Könnyűsúlyú kétpárevezős | 6:59,52  | 5.       | 6:47,04  | 4.       |             |             | C/D      | 7:13,67  | 3.       | C     | 7:00,01 | 6.    | 18.      |

## Íjászat
Férfi
| Versenyző   | Versenyszám | Selejtező | Selejtező | 64-es főtábla                      | 32-es főtábla     | Nyolcaddöntő      | Negyeddöntő       | Elődöntő          | Döntő             | Helyezés |
| Versenyző   | Versenyszám | Pont      | Kiemelt   | Ellenfél Eredmény                  | Ellenfél Eredmény | Ellenfél Eredmény | Ellenfél Eredmény | Ellenfél Eredmény | Ellenfél Eredmény | Helyezés |
| ----------- | ----------- | --------- | --------- | ---------------------------------- | ----------------- | ----------------- | ----------------- | ----------------- | ----------------- | -------- |
| Lee Kar Wai | Egyéni      | 637       | 60.       | Furukava Takaharu (JPN) (5.) · 4–6 | kiesett           | kiesett           | kiesett           | kiesett           | kiesett           | 33.      |

## Kerékpározás

### Hegyi-kerékpározás
| Versenyző      | Versenyszám        | Idő              | Helyezés |
| -------------- | ------------------ | ---------------- | -------- |
| Chan Chun Hing | Férfi terepverseny | 1:41:59 (+12:52) | 38.      |

### Országúti kerékpározás
Férfi
| Versenyző   | Versenyszám   | Idő             | Helyezés |
| ----------- | ------------- | --------------- | -------- |
| Wong Kam Po | Mezőnyverseny | 5:46:37 (+0:40) | 37.      |

Női
| Versenyző  | Versenyszám   | Idő             | Helyezés        |
| ---------- | ------------- | --------------- | --------------- |
| Jamie Wong | Mezőnyverseny | limitidőn kívül | limitidőn kívül |

### Pálya-kerékpározás
Sprintversenyek
| Versenyző   | Versenyszám | Selejtező | Selejtező | 1. forduló                      | Vigaszág               | Vigaszág | 2. forduló                     | Vigaszág                                   | Vigaszág | 9–12. helyért                                                              | 9–12. helyért | Negyeddöntő          | 5–8. helyért           | 5–8. helyért | Elődöntő             | Döntő                | Helyezés |
| Versenyző   | Versenyszám | Idő       | Hely.     | Ellenfél Győztes idő            | Ellenfelek Győztes idő | Hely.    | Ellenfél Győztes idő           | Ellenfelek Győztes idő                     | Hely.    | Ellenfelek Győztes idő                                                     | Hely.         | Ellenfél Győztes idő | Ellenfelek Győztes idő | Hely.        | Ellenfél Győztes idő | Ellenfél Győztes idő | Helyezés |
| ----------- | ----------- | --------- | --------- | ------------------------------- | ---------------------- | -------- | ------------------------------ | ------------------------------------------ | -------- | -------------------------------------------------------------------------- | ------------- | -------------------- | ---------------------- | ------------ | -------------------- | -------------------- | -------- |
| Lee Wai Sze | Női egyéni  | 11,203    | 7.        | Monique Sullivan (CAN) · 11,300 |                        |          | Lisandra Guerra (CUB) · 11,485 | Ljubov Sulika (UKR) · Kanis (NED) · 11,461 | 2.       | Willy Kanis (NED) · Monique Sullivan (CAN) · Natasha Hansen (NZL) · 11,852 | 2.            |                      |                        |              |                      |                      | 10.      |

Keirin
| Versenyző   | Versenyszám | 1. forduló | Vigaszág | 2. forduló | Döntő    | Helyezés |
| Versenyző   | Versenyszám | Helyezés   | Helyezés | Helyezés   | Helyezés | Helyezés |
| ----------- | ----------- | ---------- | -------- | ---------- | -------- | -------- |
| Lee Wai Sze | Női         | 4.         | 1.       | 3.         | 3.       |          |

Omnium
| Versenyző  | Versenyszám | 200 méter | 200 méter | 30 km-es pontverseny | 30 km-es pontverseny | Kieséses verseny | 4 km-es egyéni üldözőverseny | 4 km-es egyéni üldözőverseny | 15 km-es scratch | 15 km-es scratch | 1000 m-es időfutam | 1000 m-es időfutam | Összesítés | Összesítés |
| Versenyző  | Versenyszám | Idő       | Hely.     | Pont                 | Hely.                | Hely.            | Eredmény                     | Hely.                        | Lekörözés        | Hely.            | Idő                | Hely.              | Pont       | Helyezés   |
| ---------- | ----------- | --------- | --------- | -------------------- | -------------------- | ---------------- | ---------------------------- | ---------------------------- | ---------------- | ---------------- | ------------------ | ------------------ | ---------- | ---------- |
| Choi Ki Ho | Férfi       | 13.659    | 15.       | 3                    | 14.                  | 11.              | 4:38.707                     | 17.                          | 1                | 17.              | 1:06,071           | 15.                | 89         | 16.        |

## Sportlövészet
Női
| Versenyző | Versenyszám | Selejtező | Selejtező | Döntő   | Döntő    |
| Versenyző | Versenyszám | Pont      | Helyezés  | Pont    | Helyezés |
| --------- | ----------- | --------- | --------- | ------- | -------- |
| Ip Pui Yi | Légpisztoly | 346       | 49.       | kiesett | kiesett  |

## Súlyemelés
Női
| Versenyző | Versenyszám | Szakítás | Szakítás | Lökés    | Lökés    | Összesen | Helyezés |
| Versenyző | Versenyszám | Eredmény | Helyezés | Eredmény | Helyezés | Összesen | Helyezés |
| --------- | ----------- | -------- | -------- | -------- | -------- | -------- | -------- |
| Yu Weili  | 53 kg       | 90       | 6.       | 105      | 13.      | 195      | 9.       |

## Tollaslabda
| Versenyző                  | Versenyszám | Csoportkör | Csoportkör | Nyolcaddöntő                           | Negyeddöntő                    | Elődöntő          | Bronz- mérkőzés   | Döntő             | Helyezés |
| Versenyző                  | Versenyszám | Ellenfél Eredmény | Hely.      | Ellenfél Eredmény                      | Ellenfél Eredmény              | Ellenfél Eredmény | Ellenfél Eredmény | Ellenfél Eredmény | Helyezés |
| -------------------------- | ----------- | --- | ---------- | -------------------------------------- | ------------------------------ | ----------------- | ----------------- | ----------------- | -------- |
| Wong Wing Ki               | Férfi egyes | F csoport · Edwin Ekiring (UGA) · 21–10, 21–8 · Brice Leverdez (FRA) · 21–11, 21–16 | 1.         | Chen Long (CHN) · 17–21, 17–21         | kiesett                        | kiesett           | kiesett           | kiesett           | 9.       |
| Yip Pui Yin                | Női egyes   | J csoport · Sara Blengsli Kværnø (NOR) · 21–8, 21–7 · Szong Dzsihjon (KOR) · 21–18, 23–21 | 1.         | Hongyan Pi (FRA) · 13–21, 21–12, 21–16 | Li Xuerui (CHN) · 12–21, 20–22 | kiesett           | kiesett           | kiesett           | 5.       |
| Poon Lok Yan Tse Ying Suet | Női páros   | D csoport · Kína (CHN) · Tian Qing · Zhao Yunlei · 11–21, 12–21 · Dánia (DEN) · Kamilla Rytter Juhl · Christinna Pedersen · 13–21, 21–14, 18–21 · Japán (JPN) · Maeda Mijuki · Szuecuna Szatoko · 15–21, 19–21 | 4.         |                                        | kiesett                        | kiesett           | kiesett           | kiesett           | 10.      |

## Torna
Férfi
| Versenyző     | Versenyszám | Selejtező | Selejtező | Döntő    | Döntő    |
| Versenyző     | Versenyszám | Pontszám  | Helyezés  | Pontszám | Helyezés |
| ------------- | ----------- | --------- | --------- | -------- | -------- |
| Shek Wai Hung | Talaj       | 13,408    | 63.       | kiesett  | kiesett  |
| Shek Wai Hung | Ugrás       | 15,466    | 13.       | kiesett  | kiesett  |
| Shek Wai Hung | Nyújtó      | 13,533    | 55.       | kiesett  | kiesett  |
| Shek Wai Hung | Lólengés    | 10,833    | 68.       | kiesett  | kiesett  |

Női
| Versenyző  | Versenyszám      | Selejtező | Selejtező | Döntő    | Döntő    |
| Versenyző  | Versenyszám      | Pontszám  | Helyezés  | Pontszám | Helyezés |
| ---------- | ---------------- | --------- | --------- | -------- | -------- |
| Angel Wong | Talaj            | 12,800    | 63.       | kiesett  | kiesett  |
| Angel Wong | Ugrás            | 13,533    | 13.       | kiesett  | kiesett  |
| Angel Wong | Felemás korlát   | 11,866    | 71.       | kiesett  | kiesett  |
| Angel Wong | Gerenda          | 11,466    | 75.       | kiesett  | kiesett  |
| Angel Wong | Egyéni összetett | 49,765    | 52.       | kiesett  | kiesett  |

## Úszás
Női
| Versenyző     | Versenyszám      | Előfutam | Előfutam | Előfutam | Elődöntő | Elődöntő | Elődöntő | Döntő     | Döntő    |
| Versenyző     | Versenyszám      | Idő      | Hely.    | Össz.    | Idő      | Hely.    | Össz.    | Idő       | Helyezés |
| ------------- | ---------------- | -------- | -------- | -------- | -------- | -------- | -------- | --------- | -------- |
| Hannah Wilson | 100 m gyors      | 55,33    | 7.       | 21.      | kiesett  | kiesett  | kiesett  | kiesett   | kiesett  |
| Hannah Wilson | 100 m pillangó   | 59,59    | 5.       | 30.      | kiesett  | kiesett  | kiesett  | kiesett   | kiesett  |
| Sze Hang Yu   | 200 m gyors      | 1:59,92  | 8.       | 23.      | kiesett  | kiesett  | kiesett  | kiesett   | kiesett  |
| Stephanie Au  | 100 m hát        | 1:04,31  | 8.       | 39.      | kiesett  | kiesett  | kiesett  | kiesett   | kiesett  |
| Stephanie Au  | 200 m hát        | 2:18,47  | 8.       | 36.      | kiesett  | kiesett  | kiesett  | kiesett   | kiesett  |
| Natasha Tang  | 10 km nyílt vízi |          |          |          |          |          |          | 2:02:33,4 | 20.      |

## Vitorlázás
Férfi
| Versenyző          | Versenyszám     | Futam | Futam | Futam | Futam | Futam | Futam | Futam | Futam | Futam | Futam | Futam   | Pontszám | Helyezés |
| Versenyző          | Versenyszám     | 1     | 2     | 3     | 4     | 5     | 6     | 7     | 8     | 9     | 10    | É       | Pontszám | Helyezés |
| ------------------ | --------------- | ----- | ----- | ----- | ----- | ----- | ----- | ----- | ----- | ----- | ----- | ------- | -------- | -------- |
| Ho Tsun Andy Leung | Szörfvitorlázás | 11    | 18    | (28)  | 12    | 15    | 10    | 13    | 9     | 16    | 21    | kiesett | 125      | 13.      |

Női
| Versenyző           | Versenyszám     | Futam | Futam | Futam | Futam | Futam | Futam | Futam | Futam | Futam | Futam | Futam   | Pontszám | Helyezés |
| Versenyző           | Versenyszám     | 1     | 2     | 3     | 4     | 5     | 6     | 7     | 8     | 9     | 10    | É       | Pontszám | Helyezés |
| ------------------- | --------------- | ----- | ----- | ----- | ----- | ----- | ----- | ----- | ----- | ----- | ----- | ------- | -------- | -------- |
| Hei Man Hayley Chan | Szörfvitorlázás | 10    | 8     | 9     | 13    | 12    | (15)  | 11    | 11    | 8     | 14    | kiesett | 96       | 12.      |

## Vívás
Férfi
| Versenyző            | Versenyszám       | Selejtező                   | 32-es főtábla             | Nyolcaddöntő      | Negyeddöntő       | Elődöntő          | Bronz- mérkőzés   | Döntő             | Helyezés |
| Versenyző            | Versenyszám       | Ellenfél Eredmény           | Ellenfél Eredmény         | Ellenfél Eredmény | Ellenfél Eredmény | Ellenfél Eredmény | Ellenfél Eredmény | Ellenfél Eredmény | Helyezés |
| -------------------- | ----------------- | --------------------------- | ------------------------- | ----------------- | ----------------- | ----------------- | ----------------- | ----------------- | -------- |
| Nicholas Edward Choi | Tőr, egyéni       | Radu Dărăban (ROU) · 8–15   | kiesett                   | kiesett           | kiesett           | kiesett           | kiesett           | kiesett           | 35.      |
| Leung Ka Ming        | Párbajtőr, egyéni |                             | Paolo Pizzo (ITA) · 14–15 | kiesett           | kiesett           | kiesett           | kiesett           | kiesett           | 30.      |
| Lam Hin Chung        | Kard, egyéni      | Adam Skrodzki (POL) · 10–15 | kiesett                   | kiesett           | kiesett           | kiesett           | kiesett           | kiesett           | 35.      |

Női
| Versenyző       | Versenyszám       | Selejtező                           | 32-es főtábla             | Nyolcaddöntő      | Negyeddöntő       | Elődöntő          | Bronz- mérkőzés   | Döntő             | Helyezés |
| Versenyző       | Versenyszám       | Ellenfél Eredmény                   | Ellenfél Eredmény         | Ellenfél Eredmény | Ellenfél Eredmény | Ellenfél Eredmény | Ellenfél Eredmény | Ellenfél Eredmény | Helyezés |
| --------------- | ----------------- | ----------------------------------- | ------------------------- | ----------------- | ----------------- | ----------------- | ----------------- | ----------------- | -------- |
| Lin Po Heung    | Tőr, egyéni       | Nisioka Siho (JPN) · 10–13          | kiesett                   | kiesett           | kiesett           | kiesett           | kiesett           | kiesett           | 35.      |
| Yeung Ling Chui | Párbajtőr, egyéni | Kszenyija Pantelejeva (UKR) · 10–15 | kiesett                   | kiesett           | kiesett           | kiesett           | kiesett           | kiesett           | 35.      |
| Au Sin Ying     | Kard, egyéni      |                                     | Azza Besbes (TUN) · 13–15 | kiesett           | kiesett           | kiesett           | kiesett           | kiesett           | 26.      |